# Список Героев Социалистического Труда (Команов — Корякина)
Эта страница является частью списка Героев Социалистического Труда и перечисляет в алфавитном порядке лиц, удостоенных звания Героя Социалистического Труда, чьи фамилии начинаются с буквы «К», от Команов до Корякина.
- Список не включает дважды и трижды Героев Социалистического Труда, а также лиц, лишённых этого звания.
- Список содержит информацию о датах жизни, роде деятельности и дате присвоения звания Героя.
- Герои, удостоенные звания посмертно, выделены в списке  серым цветом .
- Герои, сменившие фамилию после присвоения звания, приводятся в списках дважды, при этом строка с новой фамилией выделяется  бежевым цветом  и не имеет номера.

## Список людей, фамилии которых начинаются с «К»
| Навигационная таблица | Навигационная таблица |
| --------------------- | --------------------- |
| «К»                   | Кабаидзе — Капычина   |
| «К»                   | Кара — Каюшкина       |
| «К»                   | Квакуша — Киптев      |
| «К»                   | Киракосян — Князькин  |
| «К»                   | Кобаидзе — Колядо     |
| «К»                   | Команов — Корякина    |
| «К»                   | Косарев — Коюнлиев    |
| «К»                   | Кравец — Ксоврели     |
| «К»                   | Куандыков — Кулян     |
| «К»                   | Кумаков — Кяяник      |

| №          | Фамилия, имя, отчество              | Даты жизни              | Деятельность | Дата присвоения | ГС         |
| ---------- | ----------------------------------- | ----------------------- | --- | --------------- | ---------- |
| 1          | Команов Геннадий Геннадиевич        | 04.02.1924 — 27.06.2003 | Начальник производства Южного машиностроительного завода Министерства общего машиностроения СССР, Днепропетровская область | 23.07.1969      | [ ГС 1 ]   |
| 2          | Комар Владимир Николаевич           | род. 1940               | Бригадир монтажников на строительстве в Объединённой Арабской Республике Асуанского гидроэнергетического комплекса | 12.01.1971      |            |
| 3          | Комар Пантелей Ильич                | 09.08.1921 — 11.09.1975 | Первый секретарь Кицманского райкома Компартии Украины, Черновицкая область | 15.12.1972      | [ ГС 2 ]   |
| 4          | Комар Фёдор Прокопович              | 11.04.1929 — 27.01.2013 | Бригадир совхоза имени Янки Купалы Молодечненского района Минской области | 10.03.1976      | [ ГС 3 ]   |
| 5          | Комаров Вениамин Павлович           | 1929—1998               | Кузнец-штамповщик Ярославского моторного завода Министерства автомобильной промышленности СССР | 22.08.1966      | [ ГС 4 ]   |
| 6          | Комаров Владимир Григорьевич        | 01.07.1925 — 19.02.2004 | Слесарь-сборщик Московского станкостроительного завода имени Серго Орджоникидзе Министерства станкостроительной и инструментальной промышленности СССР                                                                                        | 05.04.1971      | [ ГС 5 ]   |
| 7          | Комаров Владимир Леонтьевич         | 13.10.1869 — 05.12.1945 | Президент Академии наук СССР, Президент Всесоюзного ботанического общества, гор. Москва | 13.10.1944      | [ ГС 6 ]   |
| 8          | Комаров Иван Яковлевич              | 16.01.1927 — 06.04.1973 | Бригадир штукатуров-маляров строительного управления № 3 треста № 46 Министерства строительства РСФСР, гор. Рубцовск Алтайского края | 11.08.1966      | [ ГС 7 ]   |
| 9          | Комаров Николай Кузьмич             | 1934 — ????             | Механизатор совхоза «Малик» Сырдарьинского района Сырдарьинской области | 14.12.1972      | [ ГС 8 ]   |
| 10         | Комаров Фёдор Иванович              | 26.08.1920 — 25.01.2020 | Начальник Центрального военно-медицинского управления Министерства обороны СССР, генерал-полковник медицинской службы, академик Академии медицинских наук СССР, гор. Москва                                                                   | 25.08.1980      | [ ГС 9 ]   |
| 10.000001  | Комарова Надежда Сергеевна          | 18.04.1927 — 16.01.2018 | Звеньевая молочного совхоза «Горняк» Министерства совхозов СССР, Октябрьский район Ростовской области | 01.06.1949      |            |
| 11         | Комарова Наталья Михайловна         | 1899 — ????             | Заведующая фермой подсобного хозяйства «Горки-II» Звенигородского района Московской области | 19.12.1953      | [ ГС 10 ]  |
| 12         | Комарова Таиса Прокофьевна          | 15.08.1926 — 30.01.1996 | Директор Красно-Камешокской начальной школы Сузунского района Новосибирской области | 01.07.1968      | [ ГС 11 ]  |
| 13         | Комаровский Александр Николаевич    | 20.05.1906 — 19.11.1973 | Начальник Главпромстроя Министерства внутренних дел СССР, генерал-майор инженерно-технической службы | 29.10.1949      | [ ГС 12 ]  |
| 14         | Комаровский Роман Антонович         | 1898 — ????             | Начальник Харьковского управления магистральных газопроводов Министерства газовой промышленности СССР | 01.07.1966      |            |
| 15         | Комасюк Нина Аникиевна              | 08.01.1925 — 2003       | Звеньевая колхоза «8 Березня» Тульчинского района Винницкой области | 31.12.1965      | [ ГС 13 ]  |
| 16         | Комахидзе Дурсун Омерович           | 1926 — ????             | Колхозник колхоза имени Чарквиани Батумского района Аджарской АССР | 29.08.1949      | [ ГС 14 ]  |
| 17         | Комахидзе Лола Моисеевна            | 1910 — ????             | Звеньевая колхоза имени Дзержинского Ланчхутского района Грузинской ССР | 01.11.1951      | [ ГС 15 ]  |
| 18         | Комаш Александр Ануфриевич          | 07.11.1935 — 09.09.2007 | Слесарь Минского научно-производственного объединения «Интеграл» Министерства электронной промышленности СССР | 31.10.1980      | [ ГС 16 ]  |
| 19         | Комендантов Николай Иванович        | 16.08.1929 — 25.07.1989 | Генеральный директор сельскохозяйственного производственного объединения «Детскосельское» Тосненского района Ленинградской области | 12.03.1982      | [ ГС 17 ]  |
| 20         | Комзин Иван Васильевич              | 29.09.1905 — 27.03.1983 | Начальник управления строительства «Куйбышевгидрострой» Министерства электростанций СССР, гор. Ставрополь Куйбышевской области | 09.08.1958      | [ ГС 18 ]  |
| 21         | Комисар Прасковья Матвеевна         | 19.08.1915 — 28.01.1998 | Доярка колхоза имени Сталина Ульяновского района Сумской области | 26.02.1958      | [ ГС 19 ]  |
| 22         | Комиссаров Борис Алексеевич         | 25.07.1918 — 09.04.1999 | Заместитель председателя Комиссии Президиума Совета Министров СССР по военно-промышленным вопросам, генерал-полковник-инженер, гор. Москва | 05.01.1982      | [ ГС 20 ]  |
| 23         | Комиссаров Григорий Афанасьевич     | 01.12.1901 — 26.11.1975 | Управляющий строительным трестом № 35 Хабаровского совнархоза | 09.08.1958      | [ ГС 21 ]  |
| 24         | Комиссаров Иван Николаевич          | 28.07.1912 — 1975       | Бригадир сдаточной команды завода № 5 Ленинградского совнархоза | 28.04.1963      | [ ГС 22 ]  |
| 25         | Комиссаров Павел Петрович           | 1922 — 07.1976          | Бригадир комплексной бригады передвижной механизированной колонны № 39 управления «Оренбургоблсельстрой» Министерства сельского строительства РСФСР, гор. Бузулук Оренбургской области                                                        | 07.05.1971      | [ ГС 23 ]  |
| 26         | Комиссарова Александра Федотовна    | 1914—1989               | Свинарка совхоза «Паньковский» Новодеревеньковского района Орловской области | 31.12.1961      | [ ГС 24 ]  |
| 27         | Комиссарова Вера Ивановна           | 30.09.1919 — 07.03.1990 | Доярка совхоза «Дружба» Клинского района Московской области | 22.03.1966      | [ ГС 25 ]  |
| 28         | Комков Аркадий Иванович             | 23.01.1903 — 19.11.1976 | Директор Калининского комбината искусственного волокна Министерства химической промышленности СССР | 28.05.1966      | [ ГС 26 ]  |
| 29         | Комлев Алексей Константинович       | 17.01.1921 — 25.06.1985 | Слесарь-инструментальщик завода имени Дегтярёва Министерства оборонной промышленности СССР, гор. Ковров Владимирской области | 26.04.1971      | [ ГС 27 ]  |
| 30         | Комлев Матвей Кондратьевич          | 18.08.1910 — 01.06.1986 | Комбайнёр Северной МТС Любинского района Омской области | 27.04.1951      | [ ГС 28 ]  |
| 31         | Комогорова Валентина Николаевна     | 22.09.1944 —            | Доярка госплемзавода «Никоновское» Раменского района Московской области | 29.05.1990      | [ ГС 29 ]  |
| 32         | Комоликов Алексей Ильич             | 20.07.1924 — 1988       | Бригадир колхоза «Власть труда» Кромского района Орловской области | 30.03.1948      | [ ГС 30 ]  |
| 33         | Комолых Пелагея Николаевна          | 23.09.1917 — 22.02.1990 | Свинарка совхоза «Правда» Грязинского района Липецкой области | 22.03.1966      | [ ГС 31 ]  |
| 34         | Коморников Михаил Никитич           | 02.09.1928 — 25.01.2002 | Звеньевой совхоза «Омутинский» Омутинского района Тюменской области | 23.06.1966      | [ ГС 32 ]  |
| 35         | Компанеец Михаил Максимович         | 25.03.1911 — 14.02.1974 | Кочегар парохода Черноморского государственного морского пароходства, Одесская область | 03.08.1960      | [ ГС 33 ]  |
| 36         | Компаниец Леонтий Романович         | 1907 — ????             | Главный агроном Ульяновского свеклосовхоза Министерства пищевой промышленности СССР, Одесская область | 06.10.1951      |            |
| 37         | Компаниченко Пётр Фокич             | 28.06.1912 — 03.02.1984 | Бригадир слесарей-монтажников треста «Южтеплоэнергомонтаж» Министерства строительства электростанций, гор. Одесса | 20.09.1962      | [ ГС 34 ]  |
| 38         | Комышева Анна Никандровна           | 26.11.1914 — 25.09.2002 | Бригадир колхоза «Красный Октябрь» Вожгальского района Кировской области | 17.03.1948      | [ ГС 35 ]  |
| 39         | Конаков Еший                        | 1886—1963               | Старший табунщик колхоза «Тендык» Бескарагайского района Павлодарской области | 23.07.1948      | [ ГС 36 ]  |
| 40         | Конарев Михаил Устинович            | 22.12.1902 — 09.05.1984 | Директор Боровичского комбината огнеупоров имени В. И. Ленина Министерства чёрной металлургии СССР, Новгородская область | 30.03.1971      | [ ГС 37 ]  |
| 41         | Конарева Наталия Никитична          | 02.08.1920 — 24.07.2000 | Звеньевая колхоза «Красное поле» Курганинского района Краснодарского края | 06.05.1948      | [ ГС 38 ]  |
| 42         | Конгайтиев Супай                    | 1885—1979               | Заведующий коневодческой фермой колхоза «Кара-Ой» Куланакского района Тянь-Шаньской области | 15.09.1948      | [ ГС 39 ]  |
| 43         | Кондаков Михаил Елисеевич           | 14.02.1919 — 26.03.2005 | Слесарь-сборщик комбината «Электрохимприбор» Министерства среднего машиностроения СССР, гор. Лесной Свердловской области | 29.07.1966      | [ ГС 40 ]  |
| 44         | Кондаков Фёдор Германович           | 20.05.1923 — 28.04.2001 | Бригадир слесарей-судоремонтников производственного объединения «Мурманская судоверфь» Министерства рыбного хозяйства СССР, Мурманская область                                                                                                | 01.03.1976      | [ ГС 41 ]  |
| 45         | Кондакова Вера Дмитриевна           | 01.09.1926 — 18.07.1997 | Доярка совхоза «Большевик» Любимского района Ярославской области | 22.03.1966      | [ ГС 42 ]  |
| 46         | Кондакова Евдокия Александровна     | 17.02.1927 — ????       | Звеньевая колхоза имени Ворошилова Сосновского района Челябинской области | 20.05.1949      | [ ГС 43 ]  |
| 47         | Кондель Алексей Ермолаевич          | 17.03.1907 — 22.05.1972 | Председатель колхоза «Червоний партизан» Улановкого района Винницкой области | 28.08.1952      | [ ГС 44 ]  |
| 48         | Конджария Илларион Степанович       | 1914 — ????             | Звеньевой колхоза «Советская Абхазия» Гальского района Абхазской АССР | 21.02.1948      | [ ГС 45 ]  |
| 49         | Кондратенко Анатолий Борисович      | 06.08.1928 — 19.03.2003 | Директор Калушского производственного объединения «Хлорвинил» имени 60-летия Великой Октябрьской социалистической революции Министерства химической промышленности СССР, Ивано-Франковская область                                            | 06.04.1981      | [ ГС 46 ]  |
| 50         | Кондратенко Василий Петрович        | 13.01.1936 — 13.06.2025 | Комбайнёр совхоза «Центральный» Доволенского района Новосибирской области | 22.03.1985      | [ ГС 47 ]  |
| 51         | Кондратенко Иван Тимофеевич         | 13.06.1925 — 17.01.2008 | Начальник комбината «Кадиевуголь» Министерства угольной промышленности Украинской ССР, Ворошиловградская область | 30.03.1971      | [ ГС 48 ]  |
| 52         | Кондратенко Мария Васильевна        | 1922 — 16.06.1998       | Бригадир монтёров пути строительно-монтажного поезда № 828 управления строительства «Пермстройпуть» Министерства транспортного строительства СССР, Пермская область                                                                           | 07.05.1971      | [ ГС 49 ]  |
| 53         | Кондратенко Михаил Борисович        | 1924 — 15.08.2004       | Машинист торфодобывающего экскаватора участка «20 лет Октября» торфопредприятия «Добеевский Мох» Министерства торфяной промышленности Белорусской ССР, Шумилинский район Витебской области                                                    | 20.04.1971      | [ ГС 50 ]  |
| 53.000002  | Кондратенко Прасковья Фёдоровна     | род. 08.01.1928         | Птичница колхоза «Красная Звезда» Пластуновского района Краснодарского края | 31.10.1957      | [ ГС 51 ]  |
| 54         | Кондратенко Прокофий Кононович      | 1902 — ????             | Комбайнёр Березанской МТС Выселковского района Краснодарского края | 27.06.1952      | [ ГС 52 ]  |
| 55         | Кондратович Евгений Павлович        | 05.10.1934 — 08.12.2009 | Генеральный директор производственного объединения «Китойлес» Министерства лесной, целлюлозно-бумажной и деревообрабатывающей промышленности СССР, гор. Ангарск Иркутской области                                                             | 19.03.1981      | [ ГС 53 ]  |
| 56         | Кондратьев Александр Иванович       | 03.09.1936 — 04.07.1981 | Бригадир каменщиков строительно-монтажного управления № 2 строительного треста № 203 Главного управления специального строительства при Министерстве монтажных и специальных строительных работ СССР, гор. Северодвинск Архангельской области | 06.06.1975      | [ ГС 54 ]  |
| 57         | Кондратьев Алексей Филиппович       | 1903 — ????             | Бригадир плотников 2-го строительного участка треста «Южтрансстрой» Министерства транспортного строительства СССР, гор. Харьков | 09.08.1958      |            |
| 58         | Кондратьев Георгий Павлович         | 1923 — 03.05.1991       | Рабочий предприятия Министерства радиопромышленности СССР, гор. Москва | 19.09.1968      |            |
| 59         | Кондратьев Пётр Николаевич          | 1918 — ????             | Бригадир комплексной бригады Ноттинского леспромхоза Министерства лесной, целлюлозно-бумажной и деревообрабатывающей промышленности СССР, Чугуевский район Приморского края                                                                   | 09.03.1966      |            |
| 60         | Кондратьев Сергей Григорьевич       | 06.07.1915 — 29.08.1993 | Бригадир слесарей-сборщиков Тамбовского завода полимерного машиностроения Министерства химического и нефтяного машиностроения СССР | 25.06.1966      | [ ГС 55 ]  |
| 61         | Кондратьева Александра Ивановна     | род. 17.09.1934         | Доярка совхоза «Савинский» Пермского района Пермской области | 08.04.1971      | [ ГС 56 ]  |
| 62         | Кондратьева Александра Семёновна    | 26.05.1919 — 23.10.2002 | Волочильщица Кольчугинского завода обработки цветных металлов имени С. Орджоникидзе Министерства цветной металлургии СССР, Владимирская область                                                                                               | 20.05.1966      | [ ГС 57 ]  |
| 63         | Кондратьева Анна Ивановна           | 07.05.1916 — 16.06.2005 | Бригадир колхоза имени Кирова Кстовского района Горьковской области | 09.04.1949      | [ ГС 58 ]  |
| 64         | Кондратьева Любовь Кондратьевна     | 21.08.1939 — 16.06.2005 | Ткачиха Дарницкого шёлкового комбината Министерства лёгкой промышленности Украинской ССР, гор. Киев | 12.05.1977      | [ ГС 59 ]  |
| 65         | Кондратюк Александра Филипповна     | 08.03.1934 — 04.02.2022 | Доярка колхоза «Украина» Млиновского района Ровенской области | 06.09.1973      | [ ГС 60 ]  |
| 66         | Кондратюк Иван Петрович             | 1902 — ????             | Бригадир колхоза имени Горького Уманского района Черкасской области | 30.04.1966      |            |
| 67         | Кондратюк Пётр Моисеевич            | род. 1931               | Бригадир проходческой бригады четвертого шахтопроходческого строительного управления треста «Донецкшахтопроходка» Министерства строительства предприятий тяжёлой индустрии Украинской ССР, Донецкая область                                   | 05.04.1971      |            |
| 68         | Кондрашёв Иван Иванович             | 28.07.1927 — 11.02.2008 | Электросварщик строительного управления № 5 треста «Шаимгазстрой» Министерства газовой промышленности СССР, Ханты-Мансийский национальный округ                                                                                               | 30.03.1971      | [ ГС 61 ]  |
| 69         | Кондрашёв Пётр Петрович             | 22.02.1924 — 11.12.1998 | Председатель колхоза «Молодая гвардия» Миорского района Витебской области | 22.03.1966      | [ ГС 62 ]  |
| 70         | Кондрашкин Иван Васильевич          | 19.01.1911 — 18.03.1980 | Скотник-пастух колхоза имени Ворошилова Коломенского района Московской области | 07.04.1949      | [ ГС 63 ]  |
| 71         | Кондрашова Зинаида Григорьевна      | 01.04.1945 — 31.12.2020 | Токарь Новокраматорского машиностроительного завода имени В. И. Ленина Министерства тяжёлого и транспортного машиностроения СССР, Донецкая область                                                                                            | 14.12.1984      | [ ГС 64 ]  |
| 72         | Кондрёнков Фёдор Герасимович        | 28.09.1901 — 11.1989    | Составитель поездов станции Рузаевка Куйбышевской железной дороги, Мордовская АССР | 01.08.1959      | [ ГС 65 ]  |
| 73         | Кондротас Юозас Норбертович         | 1918 — ????             | Председатель колхоза «Ленино келю» Укмергского района Литовской ССР | 08.04.1971      |            |
| 74         | Кондрус Бруно Карлович              | 20.08.1921 — 1998       | Капитан парохода «Котлас» Латвийского государственного морского пароходства Министерства морского флота СССР, Латвийская ССР | 03.08.1960      | [ ГС 66 ]  |
| 75         | Кондрух Анна Захаровна              | 1914 — ????             | Звеньевая Первомайского свеклосовхоза Министерства пищевой промышленности СССР, Бурынский район Сумской области | 30.04.1948      |            |
| 76         | Кондруцкий Фёдор Иванович           | 1903 — ????             | Бригадир колхоза «Червоный Жовтень» Лутугинского района Луганской области | 30.04.1966      | [ ГС 67 ]  |
| 77         | Кондуков Виктор Павлович            | 25.01.1925 — 19.05.2000 | Председатель колхоза «Идея Ильича» Вачского района Горьковской области | 11.12.1973      | [ ГС 68 ]  |
| 78         | Конева Мария Максимовна             | род. 1924               | Звеньевая Ленинского свеклосовхоза Министерства пищевой промышленности СССР, Кегичёвский район Харьковской области | 30.04.1948      |            |
| 79         | Конева Наталья Ефимовна             | 1903—1967               | Звеньевая колхоза имени Будённого Байкало-Кударинского аймака Бурят-Монгольской АССР | 29.03.1948      | [ ГС 69 ]  |
| 80         | Конёнков Сергей Тимофеевич          | 10.07.1874 — 09.12.1971 | Скульптор, народный художник СССР, гор. Москва | 10.07.1964      | [ ГС 70 ]  |
| 81         | Кониярв Антон Александрович         | 16.10.1914 — 05.1993    | Директор совхоза «Курекюла» Эльваского района Эстонской ССР | 01.03.1958      | [ ГС 71 ]  |
| 82         | Конкин Алексей Степанович           | 1906 — 15.10.1978       | Старший дорожный мастер Московской дистанции пути Московско-Рязанской железной дороги, гор. Москва | 01.08.1959      | [ ГС 72 ]  |
| 83         | Конно Михаил Юганович               | 04.11.1914 — 22.03.1975 | Звеньевой колхоза имени Сталина Леселидзевского сельсовета Гагрского района Абхазской АССР | 03.05.1949      | [ ГС 73 ]  |
| 84         | Конных Пётр Яковлевич               | 1912—1978               | Бригадир тракторной бригады Колмаковской МТС Минусинского района Красноярского края | 07.01.1948      | [ ГС 74 ]  |
| 85         | Коновал Владимир Иванович           | 30.06.1940 — 23.02.2014 | Бригадир плотников-бетонщиков строительно-монтажного поезда «Укрстрой» Министерства строительства предприятий тяжелой индустрии Украинской ССР, Хабаровский край                                                                              | 25.10.1984      | [ ГС 75 ]  |
| 86         | Коноваленко Агриппина Александровна | 1919 — ????             | Доярка подсобного хозяйства «Чайка», Киево-Святошинский район Киевской области | 08.04.1971      | [ ГС 76 ]  |
| 87         | Коноваленко Григорий Михайлович     | 05.02.1925 — 21.08.1997 | Комбайнёр колхоза «Жовтень» Барвенковского района Харьковской области | 08.12.1973      | [ ГС 77 ]  |
| 88         | Коновалов Александр Фёдорович       | 12.08.1912 — 25.04.1993 | Директор Сорочинского мелькомбината, Оренбургская область | 19.04.1967      | [ ГС 78 ]  |
| 89         | Коновалов Алексей Васильевич        | 07.02.1905 — 13.11.1994 | Начальник Люблинского литейно-механического завода Министерства путей сообщения СССР, гор. Москва | 01.08.1959      | [ ГС 79 ]  |
| 90         | Коновалов Владимир Данилович        | 1931 — ????             | Капитан рыболовного сейнера «Громкий» Приморского производственного объединения рыбной промышленности Министерства рыбного хозяйства СССР, Приморский край                                                                                    | 17.03.1981      | [ ГС 80 ]  |
| 91         | Коновалов Владимир Николаевич       | 23.03.1925 — 30.07.2017 | Директор Златоустовского машиностроительного завода — первый заместитель начальника Конструкторского бюро машиностроения Министерства общего машиностроения СССР, Челябинская область                                                         | 23.09.1969      | [ ГС 81 ]  |
| 92         | Коновалов Илья Григорьевич          | 20.07.1920 — 1979       | Гарпунёр китобойного судна «Трудфронт» Дальневосточной китобойной флотилии «Алеут», Приморский край | 02.03.1957      | [ ГС 82 ]  |
| 93         | Коновалов Кирилл Павлович           | 1898—1977               | Бригадир колхоза «Караспанский» Бугунского района Чимкентской области | 30.04.1966      | [ ГС 83 ]  |
| 94         | Коновалов Михаил Андреевич          | 19.11.1917 — 01.11.2010 | Электромонтажник Магнитогорского монтажного управления треста «Южуралэлектромонтаж» Министерства монтажных и специальных строительных работ СССР, Челябинская область                                                                         | 07.05.1971      | [ ГС 84 ]  |
| 95         | Коновалов Николай Прокопьевич       | 1920 — ????             | Проходчик горных выработок шахты № 15 треста «Хакассуголь» комбината «Красноярскуголь» Министерства угольной промышленности СССР, Хакасская автономная область                                                                                | 29.06.1966      | [ ГС 85 ]  |
| 96         | Коновалов Сергей Сергеевич          | 1924 — ????             | Чабан колхоза имени Сталина Генического района Херсонской области | 26.02.1958      | [ ГС 86 ]  |
| 97         | Коновалов Тимофей Степанович        | 09.02.1914 — 07.12.1988 | Директор совхоза имени Ленина Иртышского района Павлодарской области | 11.01.1957      | [ ГС 87 ]  |
| 98         | Коновалов Юрий Петрович             | 1928 — ????             | Главный механик линейных эксплуатационно-ремонтных мастерских Узбекского управления гражданской авиации Министерства гражданской авиации СССР, гор. Ташкент                                                                                   | 15.08.1966      | [ ГС 88 ]  |
| 99         | Коновалова Варвара Михайловна       | 19.12.1909 — 24.08.1995 | Звеньевая совхоза имени Полины Осипенко Бахчисарайского района Крымской области | 26.02.1958      | [ ГС 89 ]  |
| 99.000003  | Коновалова Любовь Захаровна         | 28.02.1929 — 18.09.2003 | Звеньевая колхоза имени Будённого Мелитопольского района Запорожской области | 21.05.1952      | [ ГС 90 ]  |
| 100        | Коновалова Людмила Матвеевна        | 18.04.1926 — 09.04.1994 | Рафинёр Уссурийского масложиркомбината Министерства пищевой промышленности РСФСР, Приморский край | 09.03.1966      | [ ГС 91 ]  |
| 101        | Кононенко Василий Николаевич        | 28.09.1931 — 16.02.2009 | Звеньевой винсовхоза «Малоречинский» Алуштинского района Крымской области | 26.02.1958      | [ ГС 92 ]  |
| 102        | Кононенко Вера Константиновна       | род. 01.11.1941         | Доярка колхоза имени Ленина Токмакского района Запорожской области | 08.04.1971      | [ ГС 93 ]  |
| 103        | Кононенко Владимир Гаврилович       | род. 05.04.1932         | Звеньевой совхоза имени Коминтерна Чернобаевского района Черкасской области | 24.12.1976      | [ ГС 94 ]  |
| 104        | Кононенко Захарий Прохорович        | 1913 — ????             | Комбайнёр Еланецкой МТС Николаевской области | 20.05.1952      |            |
| 105        | Кононенко Иван Платонович           | 22.11.1916 — 1970       | Бригадир тракторной бригады Кисляковской МТС Кущёвского района Краснодарского края | 16.04.1949      | [ ГС 95 ]  |
| 106        | Кононенко Константин Матвеевич      | 20.09.1914 — 06.08.1983 | Старший мастер мартеновского цеха Магнитогорского металлургического комбината, Челябинская область | 19.07.1958      | [ ГС 96 ]  |
| 107        | Кононов Георгий Сергеевич           | 11.04.1932 — 04.04.2002 | Бригадир токарей Ленинградского машиностроительного завода имени Карла Маркса Ленинградского машиностроительного объединения имени Карла Маркса Министерства машиностроения для лёгкой и пищевой промышленности и бытовых приборов СССР       | 10.03.1981      | [ ГС 97 ]  |
| 108        | Кононов Степан Фёдорович            | 14.01.1928 — 15.01.1989 | Бригадир электролизников Богословского алюминиевого завода Свердловского совнархоза | 09.06.1961      | [ ГС 98 ]  |
| 109        | Кононова Елизавета Анисимовна       | 1918 — ????             | Звеньевая колхоза имени Войкова Больше-Михайловского района Одесской области | 15.07.1949      | [ ГС 99 ]  |
| 110        | Кононович Любовь Ивановна           | 11.11.1932 — 21.08.2012 | Доярка колхоза «Оснежицкий» Пинского района Брестской области | 08.04.1971      | [ ГС 100 ] |
| 111        | Конончук Гений Иванович             | 26.07.1931 — 28.06.1995 | Бригадир комплексной бригады рабочих очистного забоя шахты «Берёзовская-1» треста «Кемеровоуголь» Кузбасского совнархоза, Кемеровская область                                                                                                 | 16.07.1965      | [ ГС 101 ] |
| 112        | Конончук Дмитрий Фёдорович          | род. 1922               | Тракторист-машинист совхоза «Пантелеймоновский», гор. Лесозаводск Приморского края | 15.12.1972      |            |
| 113        | Конопатов Александр Дмитриевич      | 10.03.1922 — 23.05.2004 | Главный конструктор Конструкторского бюро химической автоматики Министерства общего машиностроения СССР, гор. Воронеж | 26.07.1966      | [ ГС 102 ] |
| 114        | Коноплёв Григорий Георгиевич        | 21.10.1925 — 12.04.2017 | Председатель колхоза имени Кирова Харабалинского района Астраханской области | 07.12.1973      | [ ГС 103 ] |
| 115        | Коноплич Павел Игнатьевич           | 12.02.1912 — 1983       | Звеньевой совхоза «Лельчицкий» Лельчицкого района Гомельской области | 30.04.1966      | [ ГС 104 ] |
| 116        | Конопляников Александр Дмитриевич   | 15.01.1929 — 04.10.1994 | Тракторист-комбайнёр Жлобинского племенного птицеводческого репродукторного хозяйства, Гомельская область | 27.12.1976      | [ ГС 105 ] |
| 116.000004 | Конорева Татьяна Максимовна         | 18.02.1928 — 16.06.2016 | Звеньевая семеноводческого колхоза имени Будённого Золотухинского района Курской области | 25.09.1948      | [ ГС 106 ] |
| 117        | Коношевич Виктор Леонтьевич         | 15.09.1928 — 07.11.2003 | Бригадир горнорабочих очистного забоя шахты «Южная» комбината «Кузбассуголь» Министерства угольной промышленности СССР, Кемеровская область                                                                                                   | 30.03.1971      | [ ГС 107 ] |
| 118        | Коношевич Степанида Степановна      | 1925 — ????             | Звеньевая Жашковского свеклосовхоза Министерства пищевой промышленности СССР, Жашковский район Киевской области | 30.04.1948      | [ ГС 108 ] |
| 119        | Конрадс Ян Якубович                 | 01.05.1898 — 09.12.1968 | Мастер специализированного управления отделочных работ треста «Ригастрой» Министерства строительства Латвийской ССР, гор. Рига | 09.08.1958      | [ ГС 109 ] |
| 120        | Консовский Михаил Владиславович     | 15.09.1911 — 21.03.2000 | Директор совхоза имени Коминтерна Чернобаевского района Черкасской области | 31.12.1965      | [ ГС 110 ] |
| 121        | Константинов Борис Павлович         | 06.07.1910 — 09.07.1969 | Заведующий лабораторией Физико-технического института, гор. Ленинград | 04.01.1954      | [ ГС 111 ] |
| 122        | Константинов Иван Дмитриевич        | 16.01.1916 — 17.01.1982 | Председатель колхоза «12 лет Октября» Чердаклинского района Ульяновской области | 23.06.1966      | [ ГС 112 ] |
| 123        | Константинов Иван Кузьмич           | 17.05.1926 — 19.07.1995 | Наладчик Четвёртого государственного подшипникового завода Министерства автомобильной промышленности СССР, гор. Куйбышев | 05.04.1971      | [ ГС 113 ] |
| 124        | Константинов Иван Спиридонович      | 29.08.1895 — 04.10.1964 | Старший конюх овцеводческого совхоза «Запрудихинский» Министерства совхозов СССР, Краснозёрский район Новосибирской области | 04.10.1949      | [ ГС 114 ] |
| 125        | Константинов Михаил Александрович   | род. 04.01.1930         | Токарь Ленинградского завода «Техприбор» Министерства авиационной промышленности СССР | 26.04.1971      |            |
| 126        | Константинов Роман Иннокентьевич    | 14.10.1896 — 04.01.1994 | Старший табунщик колхоза имени Фрунзе Чурапчинского района Якутской АССР | 05.08.1948      | [ ГС 115 ] |
| 127        | Константинов Фёдор Васильевич       | 1910 — ????             | Председатель сельхозартели «Красная крепость» Конюховского района Северо-Казахстанской области | 11.01.1957      | [ ГС 116 ] |
| 128        | Константинова Любовь Степановна     | род. 1938               | Звеньевая колхоза имени Свердлова Тираспольского района Молдавской ССР | 30.04.1966      |            |
| 129        | Конт Арелла Густавовна              | 05.03.1914 — 06.03.1984 | Бригадир молочного стада совхоза «Удева» Пайдеского района Эстонской ССР | 01.03.1958      | [ ГС 117 ] |
| 130        | Контарев Иван Ильич                 | 02.05.1930 — 08.11.2021 | Бригадир портовых рабочих Мурманского морского торгового порта Министерства морского флота СССР | 29.07.1966      | [ ГС 118 ] |
| 131        | Контарева Марина Гургеновна         | 07.06.1938 — 05.08.2009 | Главный врач дома ребёнка № 12, гор. Москва | 07.06.1985      | [ ГС 119 ] |
| 132        | Конусбаев Байгожа                   | 10.04.1928 — ????       | Плотник строительного управления № 212 треста «Казахтрансстрой» Министерства транспортного строительства СССР, Алма-Атинская область | 07.05.1971      | [ ГС 120 ] |
| 133        | Конусов Бейсембай                   | 1901 — ????             | Старший табунщик колхоза имени Ленина Фрунзенского района Южно-Казахстанской области | 23.07.1948      | [ ГС 121 ] |
| 134        | Концевич Михаил Григорьевич         | 17.08.1928 — 16.11.2003 | Тракторист колхоза «Зоря» Волочисского района Хмельницкой области | 15.12.1972      | [ ГС 122 ] |
| 135        | Концевой Анатолий Кузьмич           | 24.06.1929 — 16.02.2015 | Бригадир шлифовщиков Минского оптико-механического завода имени С. И. Вавилова Министерства оборонной промышленности СССР | 10.03.1981      | [ ГС 123 ] |
| 136        | Концевой Владимир Васильевич        | 25.07.1934 — 25.09.1979 | Тракторист колхоза имени XX партсъезда Арзгирского района Ставропольского края | 19.04.1967      | [ ГС 124 ] |
| 137        | Концелидзе Алиосман Мемедович       | 1923—1992               | Колхозник колхоза имени Сталина Цихисдзирского сельсовета Кобулетского района Аджарской АССР | 29.08.1949      | [ ГС 125 ] |
| 138        | Концелидзе Бесире Мухамедовна       | 1927 — 01.1980          | Звеньевая колхоза имени Молотова Кобулетского района Аджарской АССР | 21.02.1948      | [ ГС 126 ] |
| 139        | Концелидзе Вардо Мурадовна          | род. 1930               | Колхозница колхоза имени Молотова Кобулетского района Аджарской АССР | 29.08.1949      | [ ГС 127 ] |
| 140        | Концелидзе Назико Джемаловна        | 1927—1992               | Колхозница колхоза имени Молотова Кобулетского района Аджарской АССР | 29.08.1949      | [ ГС 128 ] |
| 141        | Концелидзе Эмина Сердаловна         | 1928—2001               | Колхозница колхоза имени Ленина Халинского сельсовета Кобулетского района Аджарской АССР | 19.07.1950      | [ ГС 129 ] |
| 142        | Концелидзе Юсуп Ильясович           | 1928—1974               | Колхозник колхоза имени Молотова Кобулетского района Аджарской АССР | 19.07.1950      | [ ГС 130 ] |
| 143        | Кончатов Юрий Михайлович            | 1937—1994               | Рабочий предприятия Министерства радиопромышленности СССР, гор. Москва | 29.01.1981      |            |
| 144        | Коншин Григорий Иванович            | 11.10.1911 — 27.09.1976 | Моторист мотовоза Литвиновского леспромхоза Ленского района Архангельской области | 05.10.1957      | [ ГС 131 ] |
| 145        | Коныгина Екатерина Кузьминична      | 24.12.1908 — 01.04.1980 | Звеньевая семеноводческого колхоза имени Тимирязева Городецкого района Горьковской области | 09.04.1949      | [ ГС 132 ] |
| 146        | Конырбаев Топай                     | 1886—1969               | Старший чабан колхоза «Енбек-Сюйгиш» Каркаралинского района Карагандинской области | 23.07.1948      | [ ГС 133 ] |
| 147        | Конышев Жексембай                   | 1883—1982               | Старший чабан колхоза «Чилий» Тургайского района Кустанайской области | 23.07.1948      | [ ГС 134 ] |
| 148        | Коньков Леонид Сергеевич            | 01.04.1932 — 23.03.2004 | Бригадир горнорабочих очистного забоя Грамотеинского шахтоуправления производственного объединения «Облкемеровоуголь» Министерства топливной промышленности РСФСР, Кемеровская область                                                        | 31.03.1981      | [ ГС 135 ] |
| 149        | Коняев Авенир Николаевич            | 22.11.1925 — 06.12.1999 | Резчик прессово-волочильного Артёмовского завода по обработке цветных металлов имени Э. И. Квиринга Министерства цветной металлургии СССР, Донецкая область                                                                                   | 30.03.1971      | [ ГС 136 ] |
| 150        | Коняхин Николай Васильевич          | 23.07.1925 — 01.10.1993 | Сталевар мартеновского цеха Кузнецкого металлургического комбината Кемеровского совнархоза | 19.07.1958      | [ ГС 137 ] |
| 151        | Коолмейстер Эльви Иоханнесовна      | род. 18.03.1937         | Швея-мотористка Таллинского производственного швейного объединения имени В. Клементи Министерства лёгкой промышленности Эстонской ССР | 04.03.1976      | [ ГС 138 ] |
| 152        | Кооп Арнольд Викторович             | 16.07.1922 — 21.04.1988 | Ректор Тартуского государственного университета, член-корреспондент Академии педагогических наук СССР, Эстонская ССР | 13.09.1982      | [ ГС 139 ] |
| 153        | Копадзе Габо Естатиевич             | 1916 — ????             | Звеньевой колхоза имени Маркса Зестафонского района Грузинской ССР | 09.08.1949      | [ ГС 140 ] |
| 154        | Копалин Герасим Васильевич          | 24.02.1906 — 16.02.1988 | Директор совхоза «Агроном» Лебедянского района Липецкой области | 30.04.1966      | [ ГС 141 ] |
| 155        | Копбаева Орынкуль                   | 1902—1978               | Звеньевая колхоза «Кзыл-Аскер» Георгиевского района Южно-Казахстанской области | 25.09.1948      | [ ГС 142 ] |
| 156        | Копейко Лука Андреевич              | 1912 — ????             | Начальник участка шахты № 1—2 треста «Макеевуголь» Министерства угольной промышленности Украинской ССР, Сталинская область | 26.04.1957      | [ ГС 143 ] |
| 157        | Копейчик Иван Иванович              | род. 04.02.1929         | Тракторист совхоза «Ганновский» Сумского района Сумской области | 22.12.1977      |            |
| 158        | Копелев Владимир Ефимович           | род. 23.05.1935         | Бригадир комплексной бригады домостроительного комбината № 1 Главмосстроя, гор. Москва | 04.04.1974      | [ ГС 144 ] |
| 159        | Копичка Иван Николаевич             | род. 1930               | Забойщик шахты № 4—5 «Никитовка» комбината «Артёмуголь» Министерства угольной промышленности Украинской ССР, Донецкая область | 30.03.1971      |            |
| 159.000005 | Копотиенко Анастасия Ивановна       | род. 02.05.1927         | Звеньевая колхоза «Червоный прапор» Ново-Украинского района Кировоградской области | 16.02.1948      | [ ГС 145 ] |
| 160        | Коппалов Иван Фёдорович             | 1919—1988               | Машинист экскаватора Ярославского управления механизации треста «Строймеханизация» Главверхневолжскстроя Министерства строительства РСФСР, Ярославская область                                                                                | 11.08.1966      | [ ГС 146 ] |
| 161        | Коппель Хельди Оскаровна            | род. 05.05.1935         | Зоотехник колхоза «Каркси» Вильяндиского района Эстонской ССР | 22.03.1966      | [ ГС 147 ] |
| 162        | Коптев Вячеслав Иванович            | род. 05.10.1935         | Сталевар Московского металлургического завода «Серп и молот» Министерства чёрной металлургии СССР | 16.01.1981      | [ ГС 148 ] |
| 162.000006 | Коптева Раиса Михайловна            | 24.11.1928 — 05.01.2013 | Прядильщица Херсонского хлопчатобумажного комбината Херсонского совнархоза | 07.03.1960      | [ ГС 149 ] |
| 163        | Коптильников Михаил Яковлевич       | 05.05.1915 — 20.07.2005 | Председатель колхоза «Рассвет» Суворовского района Молдавской ССР | 23.06.1966      | [ ГС 150 ] |
| 164        | Коптюг Валентин Афанасьевич         | 09.06.1931 — 10.01.1997 | Директор Новосибирского института органической химии имени Н. Н. Ворожцова, Председатель Сибирского отделения Академии наук СССР, вице-президент АН СССР                                                                                      | 22.05.1986      | [ ГС 151 ] |
| 165        | Коптяков Герман Михайлович          | 05.05.1918 — 16.01.2010 | Боцман среднего рыболовного рефрижераторного траулера «Пингвин» Мурмансельди Министерства рыбного хозяйства СССР, Мурманская область | 26.04.1971      | [ ГС 152 ] |
| 166        | Коптяков Николай Яковлевич          | 26.05.1918 — 31.08.2000 | Комбайнёр Тарутинской МТС Чесменского района Челябинской области | 04.07.1951      | [ ГС 153 ] |
| 167        | Копчёнов Георгий Иванович           | 03.04.1915 — 15.07.1967 | Директор совхоза имени XXII съезда КПСС Вышневолоцкого района Калининской области | 22.03.1966      | [ ГС 154 ] |
| 168        | Копылов Василий Евлампиевич         | 25.09.1932 — 2003       | Механизатор совхоза «Заречный» Есильского района Тургайской области | 19.02.1981      | [ ГС 155 ] |
| 169        | Копылов Виталий Егорович            | 12.06.1926 — 09.02.1995 | Директор Дальневосточного машиностроительного завода Министерства авиационной промышленности СССР, Хабаровский край | 26.04.1971      | [ ГС 156 ] |
| 170        | Копылов Иван Васильевич             | 06.07.1926 — 18.04.2017 | Токарь-расточник судоремонтно-судостроительного завода имени Ленина Волжского нефтеналивного речного пароходства «Волготанкер» Министерства речного флота РСФСР, гор. Астрахань                                                               | 02.04.1981      | [ ГС 157 ] |
| 171        | Копылова Анна Петровна              | 1916 — ????             | Звеньевая колхоза «Путь к социализму» Архангельского района Краснодарского края | 10.02.1949      | [ ГС 158 ] |
| 172        | Копылова Нина Васильевна            | 30.01.1933 — 13.02.2019 | Мастер Воронежского завода «Электросигнал» Министерства радиопромышленности СССР | 26.04.1971      | [ ГС 159 ] |
| 173        | Копырина Анастасия Семёновна        | 15.02.1930 — 07.07.2007 | Доярка совхоза имени Партизана Заболоцкого Усть-Алданского района Якутской АССР | 06.09.1973      | [ ГС 160 ] |
| 174        | Копытова Мария Егоровна             | 1926 — ????             | Звеньевая колхоза «Луч Востока» Талгарского района Алма-Атинской области | 08.04.1971      | [ ГС 161 ] |
| 175        | Копьёва Нина Константиновна         | 04.02.1930 — 20.05.2010 | Доярка совхоза «Нижегородец» Дальнеконстантиновского района Горьковской области | 22.03.1966      | [ ГС 162 ] |
| 176        | Копяков Виктор Николаевич           | род. 30.06.1926         | Звеньевой колхоза «1 Мая» Кировского района Восточно-Казахстанской области | 20.05.1949      | [ ГС 163 ] |
| 177        | Кора Григорий Никифорович           | 1909 — ????             | Бригадир колхоза «Красный пахарь» Берёзовского района Красноярского края | 01.06.1949      | [ ГС 164 ] |
| 178        | Корабельников Яков Григорьевич      | 25.02.1938 — 25.11.1988 | Дояр совхоза «Пушкинский» Ленинского района Северо-Казахстанской области | 08.04.1971      | [ ГС 165 ] |
| 179        | Коргамбаев Жумахан                  | 1889 — ????             | Старший табунщик колхоза «Кзыл-Ту» Кегеньского района Алма-Атинской области | 23.07.1948      | [ ГС 166 ] |
| 180        | Корганов Аршак Меликович            | 1896 — ????             | Звеньевой колхоза «Ленинис Андердзи» Гурджаанского района Грузинской ССР | 09.08.1949      | [ ГС 167 ] |
| 181        | Коргасбаев Сайдахмет                | 1901 — ????             | Старший чабан колхоза «Кзыл-Ту» Кегеньского района Алма-Атинской области | 23.07.1948      | [ ГС 168 ] |
| 182        | Кордзая Айша Сердаловна             | 1928—1979               | Колхозница колхоза «Культура» Батумского района Аджарской АССР | 29.08.1949      | [ ГС 169 ] |
| 183        | Кордина Пелагея Павловна            | 26.08.1926 — 18.01.1978 | Бригадир токарей Люберецкого завода сельскохозяйственного машиностроения имени Ухтомского Министерства машиностроения для животноводства и кормопроизводства СССР, Московская область                                                         | 03.01.1974      | [ ГС 170 ] |
| 184        | Кордонская Мария Евтихиевна         | 07.01.1924 — 03.09.1985 | Звеньевая колхоза «Новая заря» Каменского района Молдавской ССР | 24.06.1949      | [ ГС 171 ] |
| 185        | Корёгин Авенир Васильевич           | 29.12.1930 — 06.07.2006 | Мастер Череповецкого металлургического завода имени 50-летия СССР Министерства чёрной металлургии СССР, Вологодская область | 29.12.1973      | [ ГС 172 ] |
| 186        | Коренко Вера Кузьминична            | 1912 — 04.08.1970       | Звеньевая колхоза «Красный партизан» Приморско-Ахтарского района Краснодарского края | 13.08.1949      | [ ГС 173 ] |
| 187        | Коренной Виктор Иванович            | 15.08.1930 — 23.06.2000 | Боцман турбохода «Красное Знамя» Черноморского пароходства Министерства морского флота СССР, гор. Одесса | 09.08.1963      | [ ГС 174 ] |
| 188        | Коренюк Алексей Евсеевич            | 10.11.1924 — 23.05.2017 | Старший аппаратчик комбината «Южуралникель» Министерства цветной металлургии СССР, Оренбургская область | 30.03.1971      | [ ГС 175 ] |
| 189        | Корепин Пётр Яковлевич              | 1929 — ????             | Старший мастер леса Удимского леспромхоза Великоустюгского района Вологодской области | 05.10.1957      |            |
| 190        | Корецкий Владимир Михайлович        | 17.02.1890 — 25.07.1984 | Директор Института государства и права Академии наук Украинской ССР, академик АН Украинской ССР, гор. Киев | 15.02.1980      | [ ГС 176 ] |
| 191        | Корешев Владимир Сергеевич          | 25.07.1930 — 19.03.2017 | Токарь Раменского приборостроительного завода Министерства авиационной промышленности СССР, Московская область | 16.01.1974      | [ ГС 177 ] |
| 192        | Корж Антонина Петровна              | 17.01.1940 — 18.04.2018 | Бригадир Хабаровского совхоза, Хабаровский край | 15.12.1972      | [ ГС 178 ] |
| 193        | Коржинский Дмитрий Сергеевич        | 13.09.1899 — 16.12.1985 | Директор Института экспериментальной минералогии Академии наук СССР, академик АН СССР, Московская область | 13.03.1969      | [ ГС 179 ] |
| 194        | Коржук Анна Петровна                | 28.11.1928 — 25.03.2015 | Звеньевая совхоза «Рогачик» Верхнерогачикского района Херсонской области | 08.04.1971      | [ ГС 180 ] |
| 195        | Коржук Кирилл Емельянович           | 1901—1956               | Председатель колхоза имени Стаханова Полтавского района Омской области | 08.03.1948      | [ ГС 181 ] |
| 196        | Корзанов Пётр Павлович              | 18.03.1930 — 01.04.1982 | Сталевар Бежицкого сталелитейного завода Министерства тяжёлого, энергетического и транспортного машиностроения СССР, Брянская область | 05.04.1971      | [ ГС 182 ] |
| 197        | Корзинкин Владимир Фёдорович        | 18.07.1933 — 18.04.2004 | Сталевар Коммунарского металлургического завода Министерства чёрной металлургии Украинской ССР, Ворошиловградская область | 30.03.1971      | [ ГС 183 ] |
| 198        | Корзинов Пётр Александрович         | 26.05.1926 — 02.10.2015 | Токарь Машиностроительного завода имени М. В. Хруничева Министерства общего машиностроения СССР, гор. Москва | 03.01.1983      | [ ГС 184 ] |
| 199        | Корзюк Михаил Афанасьевич           | 20.05.1912 — 30.07.1976 | Председатель сельхозартели «Победа» Цюрупинского района Павлодарской области | 11.01.1957      | [ ГС 185 ] |
| 200        | Коркин Александр Васильевич         | 25.06.1930 — 17.08.2001 | Бригадир проходчиков Дальневосточного горно-металлургического комбината имени В. И. Ленина Министерства цветной металлургии СССР, гор. Дальнегорск Приморского края                                                                           | 29.12.1973      | [ ГС 186 ] |
| 201        | Коркина Евгения Афанасьевна         | 20.08.1923 — 25.04.2017 | Птичница Жигулёвской птицефабрики Волжского района Куйбышевской области | 22.03.1966      | [ ГС 187 ] |
| 202        | Коркия Леван Васильевич             | 1913 — ????             | Главный агроном районного отдела сельского хозяйства Гульрипшского района Абхазской АССР | 19.04.1951      | [ ГС 188 ] |
| 203        | Кормилаев Василий Михайлович        | 1928 — ????             | Машинист скрепера строительно-монтажного управления № 3 треста «Ферганаводстрой», Ферганская область | 08.04.1971      | [ ГС 189 ] |
| 204        | Кормин Василий Степанович           | 07.02.1911 — 12.07.1994 | Машинист крана производственного строительно-монтажного объединения «Куйбышевгидрострой» Министерства электростанций СССР, Куйбышевская область                                                                                               | 09.08.1958      | [ ГС 190 ] |
| 205        | Кормщиков Александр Харитонович     | 03.04.1924 — 09.08.1981 | Председатель колхоза имени Дзержинского Зуевского района Кировской области | 22.03.1966      | [ ГС 191 ] |
| 206        | Корнев Алексей Петрович             | 17.03.1910 — 05.02.1982 | Начальник участка управления механизации № 2 треста «Строймеханизация-2», Омская область | 11.08.1966      | [ ГС 192 ] |
| 207        | Корнев Иван Андреевич               | 08.01.1926 — 19.05.2013 | Чабан колхоза «Россия» Отрадненского района Краснодарского края | 08.04.1971      | [ ГС 193 ] |
| 208        | Корнев Иван Михайлович              | 1928—1969               | Комбайнёр Ессентукской МТС Ставропольского края | 28.04.1951      | [ ГС 194 ] |
| 209        | Корнев Иван Петрович                | 09.11.1928 — 14.12.1969 | Управляющий отделением конезавода № 23 Починковского района Горьковской области | 23.06.1966      | [ ГС 195 ] |
| 210        | Корнев Пантелей Иванович            | 14.07.1906 — ????       | Управляющий отделением овцеводческого совхоза «Приволье» Министерства совхозов СССР, Ворошиловградская область | 13.03.1948      | [ ГС 196 ] |
| 211        | Корнев Пётр Егорович                | 05.02.1922 — 30.01.1989 | Бригадир монтажников треста «Гидромонтаж» Министерства энергетики и электрификации СССР на строительстве Братской ГЭС, Иркутская область | 23.02.1966      | [ ГС 197 ] |
| 212        | Корнева Мария Васильевна            | 1901—1991               | Доярка колхоза «12 Октябрь» Костромского района Костромской области | 04.07.1949      | [ ГС 198 ] |
| 213        | Корнеева Александра Абрамовна       | 1921 — ????             | Звеньевая свеклосовхоза имени Фрунзе Министерства пищевой промышленности СССР, Кантский район Киргизской ССР | 08.05.1948      | [ ГС 199 ] |
| 214        | Корнейчук Александр Евдокимович     | 25.05.1905 — 14.05.1972 | Председатель Верховного Совета Украинской ССР, секретарь Правления Союза писателей СССР, гор. Киев | 23.02.1967      | [ ГС 200 ] |
| 215        | Корнейчук Дмитрий Емельянович       | 08.03.1940 — 30.07.2019 | Бригадир комплексной бригады строительного управления «Талнахстрой» Норильского горно-металлургического комбината имени А. П. Завенягина Министерства цветной металлургии СССР, Красноярский край                                             | 08.07.1985      | [ ГС 201 ] |
| 216        | Корнейчук Пётр Антонович            | 16.08.1896 — 21.02.1976 | Звеньевой колхоза имени Ленина Арцизского района Одесской области | 05.11.1962      | [ ГС 202 ] |
| 217        | Корнеляк Иван Григорьевич           | род. 1927               | Бригадир совхоза «Прут» Унгенского района Молдавской ССР | 30.04.1966      |            |
| 218        | Корниенко Виктор Павлович           | 1913—1964               | Начальник шахты имени Сталина комбината «Молотовуголь» Министерства угольной промышленности восточных районов СССР, Молотовская область | 28.08.1948      | [ ГС 203 ] |
| 219        | Корниенко Георгий Маркович          | 13.02.1925 — 20.05.2006 | Первый заместитель Министра иностранных дел СССР, гор. Москва | 12.02.1985      | [ ГС 204 ] |
| 220        | Корниенко Николай Ильич             | 1898 — 23.12.1972       | Старший чабан колхоза имени Сталина Степновского района Астраханской области | 22.08.1950      | [ ГС 205 ] |
| 221        | Корниенко Ольга Трофимовна          | 15.06.1914 — 19.03.1998 | Звеньевая колхоза имени Чапаева Нехворощанского района Полтавской области | 10.05.1948      | [ ГС 206 ] |
| 222        | Корнилов Николай Александрович      | 05.06.1930 — 29.05.2017 | Начальник антарктической станции Молодёжная, младший научный сотрудник Арктического и антарктического научно-исследовательского института, гор. Ленинград                                                                                     | 16.11.1970      | [ ГС 207 ] |
| 223        | Корнилова Анна Васильевна           | 1915 — 20.01.1998       | Бригадир колхоза «Победа» Вятско-Полянского района Кировской области | 23.06.1966      | [ ГС 208 ] |
| 224        | Корнилова Матрёна Матвеевна         | 11.04.1915 — 04.09.1991 | Агроном-овощевод опытно-производственного хозяйства «Покровское» Якутского научно-исследовательского института сельского хозяйства | 30.04.1966      | [ ГС 209 ] |
| 225        | Корнюхина Александра Александровна  | 01.09.1934 — 07.12.2020 | Бригадир почтальонов Челябинского почтамта Министерства связи СССР | 16.01.1974      | [ ГС 210 ] |
| 226        | Коробейников Василий Иванович       | 12.12.1912 — 25.02.1999 | Первый секретарь Краснозёрского райкома КПСС, Новосибирская область | 13.12.1972      | [ ГС 211 ] |
| 227        | Коробейников Владимир Николаевич    | 31.12.1939 — 07.01.2018 | Шлифовщик Челябинского тракторного завода имени В. И. Ленина производственного объединения «Челябинский тракторный завод имени В. И. Ленина» Министерства тракторного и сельскохозяйственного машиностроения СССР                             | 15.03.1985      | [ ГС 212 ] |
| 228        | Коробейников Фёдор Алексеевич       | 17.09.1894 — 27.03.1962 | Звеньевой колхоза «Красный Октябрь» Вожгальского района Кировской области | 17.03.1948      | [ ГС 213 ] |
| 229        | Коробейникова Анастасия Семёновна   | 1911—1950               | Свинарка колхоза «Красный Октябрь» Вожгальского района Кировской области | 01.06.1949      | [ ГС 214 ] |
| 230        | Коробейченко Виктор Георгиевич      | род. 1923               | Слесарь-инструментальщик завода «Точэлектроприбор» Министерства приборостроения, средств автоматизации и систем управления СССР, гор. Киев | 02.07.1966      |            |
| 231        | Коробицин Иван Васильевич           | 09.09.1925 — 27.06.1994 | Капитан парохода Верхне-Иртышского речного пароходства Главного управления речного флота при Совете Министров Казахской ССР, гор. Семипалатинск                                                                                               | 14.09.1966      | [ ГС 215 ] |
| 231.000007 | Коробко Анна Сергеевна              | род. 15.08.1941         | Доярка совхоза «Самарские ставки» Александровского района Донецкой области | 08.04.1971      |            |
| 232        | Коробкова Евдокия Григорьевна       | род. 1935               | Прессовщица Волгоградского комбината силикатных строительных материалов Министерства промышленности строительных материалов РСФСР | 22.05.1986      | [ ГС 216 ] |
| 233        | Коробкова Елизавета Корнеевна       | 05.09.1908 — 13.04.1996 | Звеньевая семеноводческого колхоза «Доброволец» Лунинского района Пензенской области | 27.06.1950      | [ ГС 217 ] |
| 234        | Коробов Илья Иванович               | 26.07.1910 — 12.12.1980 | Директор Днепропетровского металлургического завода имени Г. И. Петровского Днепропетровского совнархоза | 19.07.1958      | [ ГС 218 ] |
| 235        | Коробов Николай Алексеевич          | род. 03.11.1929         | Токарь завода «Знамя Октября» Министерства судостроительной промышленности СССР, гор. Ленинград | 26.04.1971      | [ ГС 219 ] |
| 236        | Коробов Николай Яковлевич           | 1911—1987               | Комбайнёр зернового совхоза имени Кирова Министерства совхозов СССР, Советский район Северо-Казахстанской области | 22.08.1951      | [ ГС 220 ] |
| 237        | Коробов Павел Иванович              | 29.08.1902 — 17.08.1965 | Первый заместитель Народного Комиссара чёрной металлургии СССР, гор. Москва | 30.09.1943      | [ ГС 221 ] |
| 238        | Коробова Анастасия Васильевна       | 24.12.1899 — 29.10.1980 | Доярка колхоза «Красный Октябрь» Холмогорского района Архангельской области | 17.06.1949      | [ ГС 222 ] |
| 239        | Коробцов Иван Афанасьевич           | 28.11.1936 — 09.10.2000 | Бригадир комплексной бригады Челябинского завода дорожных машин имени Д. В. Колющенко Министерства строительного, дорожного и коммунального машиностроения СССР                                                                               | 10.06.1986      | [ ГС 223 ] |
| 240        | Коровай Иван Андреевич              | 10.07.1928 — 29.03.2008 | Учитель средней школы-интерната, гор. Фастов Киевской области | 27.06.1978      | [ ГС 224 ] |
| 241        | Коровенков Никонор Иванович         | 1918 — 24.05.1977       | Машинист экскаватора треста «Мосинжстроймеханизация» Главмосинжстроя Мосгорисполкома, гор. Москва | 07.05.1971      | [ ГС 225 ] |
| 242        | Коровин Алексей Александрович       | 1913 — 13.11.1962       | Старший механик Котовской МТС Одесской области | 15.10.1951      | [ ГС 226 ] |
| 243        | Коровин Василий Иванович            | 1917—1992               | Бригадир тракторной бригады Больше-Уринской МТС Красноярского района | 10.04.1948      | [ ГС 227 ] |
| 244        | Коровин Гурьян Иванович             | 03.10.1915 — 20.03.1984 | Бригадир совхоза имени Ленина Каменского района Свердловской области | 23.06.1966      | [ ГС 228 ] |
| 245        | Коровин Михаил Петрович             | 05.09.1918 — 11.12.2003 | Старший машинист экскаватора Северного рудоуправления горно-обогатительного комбината «Ураласбест» Министерства промышленности строительных материалов РСФСР, Свердловская область                                                            | 28.07.1966      | [ ГС 229 ] |
| 246        | Коровин Павел Михайлович            | 06.1909 — 13.12.1992    | Бригадир комплексной бригады управления начальника работ № 206 строительного треста № 48 Пензенского совнархоза | 09.08.1958      | [ ГС 230 ] |
| 247        | Коровицкий Фёдор Емельянович        | 1881—1978               | Звеньевой колхоза имени Кирова гор. Нежина Черниговской области | 16.02.1948      | [ ГС 231 ] |
| 248        | Коровка Григорий Кондратьевич       | 15.02.1918 — 17.07.1998 | Председатель колхоза «Заповит Ленина» Гуляйпольского района Запорожской области | 08.04.1971      | [ ГС 232 ] |
| 249        | Коровкин Василий Ефремович          | 15.02.1920 — 19.03.2008 | Бригадир колхоза «Ленинськый шлях» Кременского района Луганской области | 23.06.1966      | [ ГС 233 ] |
| 249.000008 | Коровко Дарья Ивановна              | род. 29.03.1929         | Звеньевая Ленинского свеклосовхоза Министерства пищевой промышленности СССР, Кегичёвский район Харьковской области | 29.08.1949      |            |
| 250        | Королёв Александр Александрович     | 15.10.1909 — 26.05.1983 | Директор комбината «Ураласбест» Министерства промышленности строительных материалов СССР, гор. Асбест Свердловской области | 07.05.1971      | [ ГС 234 ] |
| 251        | Королёв Александр Евдокимович       | 11.06.1926 — 25.02.2008 | Бригадир слесарей-сборщиков завода «Прогресс» Министерства машиностроения СССР, гор. Кемерово | 26.04.1971      | [ ГС 235 ] |
| 252        | Королёв Алексей Семёнович           | 27.01.1922 — 13.10.1997 | Комбайнёр совхоза «Городище» Шкловского района Могилёвской области | 23.06.1966      | [ ГС 236 ] |
| 253        | Королёв Анатолий Максимович         | род. 15.08.1936         | Бригадир токарей Уральского завода тяжелого машиностроения имени С. Орджоникидзе производственного объединения «Уралмаш» Министерства тяжёлого и транспортного машиностроения СССР, Свердловская область                                      | 23.05.1985      | [ ГС 237 ] |
| 254        | Королёв Борис Алексеевич            | 07.12.1909 — 26.02.2010 | Хирург, академик Академии медицинских наук СССР, гор. Горький | 07.12.1984      | [ ГС 238 ] |
| 255        | Королёв Всеволод Иванович           | 26.11.1922 — 12.05.2003 | Начальник Центрального артиллерийского полигона Министерства обороны СССР, генерал-майор, Ленинградская область | 18.02.1981      | [ ГС 239 ] |
| 256        | Королёв Геннадий Константинович     | род. 1938               | Бригадир водителей автомобилей Курганского производственного объединения автомобильного транспорта № 1 Министерства автомобильного транспорта РСФСР                                                                                           | 02.04.1981      | [ ГС 240 ] |
| 257        | Королёв Георгий Иванович            | 17.04.1912 — 1975       | Комбайнёр Курганной МТС Краснодарского края | 28.05.1952      | [ ГС 241 ] |
| 258        | Королёв Евгений Антонович           | 19.09.1938 — 28.09.2014 | Рабочий Подольского электромеханического завода Министерства оборонной промышленности СССР, Московская область | 29.03.1976      |            |
| 259        | Королёв Евгений Никифорович         | 14.11.1913 — 14.02.2001 | Управляющий трестом «Татэнергострой» Министерства энергетики и электрификации СССР, гор. Казань Татарской АССР | 20.04.1971      | [ ГС 242 ] |
| 260        | Королёв Иван Григорьевич            | 14.10.1920 — 19.09.1989 | Комбайнёр Тахталымского совхоза Кунашакского района Челябинской области | 23.06.1966      | [ ГС 243 ] |
| 261        | Королёв Иван Романович              | 23.04.1912 — 27.11.1989 | Бригадир трубоукладчиков строительного управления № 5 ордена Ленина строительного треста № 96 Кемеровского совнархоза | 09.08.1958      |            |
| 262        | Королёв Михаил Николаевич           | 08.11.1906 — 23.06.1979 | Директор Новосибирского завода точного машиностроения Министерства машиностроения СССР | 26.04.1971      | [ ГС 244 ] |
| 263        | Королёв Николай Александрович       | 09.05.1913 — 02.06.1999 | Фрезеровщик Чебоксарского электроаппаратного завода Министерства электротехнической промышленности СССР, Чувашская АССР | 08.08.1966      | [ ГС 245 ] |
| 264        | Королёва Александра Тимофеевна      | 1898—1983               | Звеньевая семеноводческого колхоза имени Ильича Бежецкого района Калининской области | 28.02.1949      | [ ГС 246 ] |
| 265        | Королёва Варвара Николаевна         | 12.12.1914 — 12.01.2004 | Рабочая семеноводческого совхоза «Лабинский» Министерства совхозов СССР, Лабинский район Краснодарского края | 17.08.1950      | [ ГС 247 ] |
| 266        | Королёва Вера Николаевна            | род. 30.09.1914         | Бригадир колхоза имени Калинина Высоковского района Московской области | 19.02.1948      | [ ГС 248 ] |
| 267        | Королёва Екатерина Антоновна        | 1901 — 19.10.1979       | Заведующая птицеводческой фермой колхоза имени Сталина Камышловского района Свердловской области | 08.03.1958      | [ ГС 249 ] |
| 268        | Королёва Клавдия Кирилловна         | 1929 — 03.11.1998       | Звеньевая колхоза «Власть труда» Кромского района Орловской области | 30.03.1948      | [ ГС 250 ] |
| 269        | Королёва Ксения Максимовна          | 20.01.1906 — 05.11.1992 | Звеньевая молочного совхоза «Горняк» Министерства совхозов СССР, Октябрьский район Ростовской области | 01.06.1949      | [ ГС 251 ] |
| 270        | Королёва Наталия Петровна           | 23.08.1923 — 09.08.1999 | Бригадир колхоза имени Красной Армии Коломенского района Московской области | 19.02.1948      |            |
| 271        | Короленко Василий Иванович          | род. 1922               | Бригадир колхоза «Шлях до комунизму» Фастовского района Киевской области | 15.12.1972      |            |
| 272        | Король Николай Яковлевич            | род. 1929               | Бригадир судомонтажников Черноморского судостроительного завода Министерства судостроительной промышленности СССР, гор. Николаев | 19.09.1977      |            |
| 273        | Король Семён Фёдорович              | 15.09.1915 — ????       | Комбайнёр МТС имени Кирова Отрадненского района Краснодарского края | 27.02.1951      | [ ГС 252 ] |
| 274        | Королькевич Владимир Петрович       | 16.08.1930 — 19.01.2016 | Председатель колхоза «Заря коммунизма» Почепского района Брянской области | 30.04.1966      | [ ГС 253 ] |
| 275        | Корольков Геннадий Давыдович        | 04.02.1923 — 02.07.1994 | Директор Ново-Козульского леспромхоза Министерства лесной и деревообрабатывающей промышленности СССР, Красноярский край | 07.05.1971      | [ ГС 254 ] |
| 276        | Корольков Григорий Михайлович       | 04.09.1934 — 20.04.2012 | Бригадир слесарей-монтажников Первого Уфимского монтажного управления треста «Востокнефтезаводмонтаж» Министерства монтажных и специальных строительных работ СССР, Башкирская АССР                                                           | 28.08.1984      | [ ГС 255 ] |
| 277        | Королькова Александра Петровна      | 23.12.1930 — 07.11.2016 | Доярка совхоза «Шиловский» Шиловского района Рязанской области | 08.04.1971      | [ ГС 256 ] |
| 278        | Королюк Анна Лукьяновна             | 14.05.1937 — 21.03.2014 | Доярка совхоза «Научный» Днепропетровского района Днепропетровской области | 04.03.1982      | [ ГС 257 ] |
| 279        | Короневская Мария Сергеевна         | 04.12.1926 — 01.12.2000 | Звеньевая колхоза «Рассвет» Новогрудского района Гродненской области | 30.04.1966      | [ ГС 258 ] |
| 279.000009 | Короп Марфа Трофимовна              | 23.11.1926 — 05.12.2000 | Звеньевая колхоза «Праця» Шаргородского района Винницкой области | 16.02.1948      | [ ГС 259 ] |
| 280        | Коростелёв Сергей Петрович          | 30.09.1923 — ????       | Старший слесарь обогатительной фабрики № 2 объединения «Якуталмаз» Министерства цветной металлургии СССР, Якутская АССР | 30.03.1971      | [ ГС 260 ] |
| 281        | Коротаев Иван Максимович            | 04.01.1910 — 09.07.1984 | Старший механик Московской авиагруппы особого назначения Управления полярной авиации Главного управления Северного морского пути при Совете Министров СССР                                                                                    | 06.12.1949      | [ ГС 261 ] |
| 282        | Коротаева Елизавета Селиверстовна   | 1914—1999               | Доярка конезавода № 9 Пермского района Пермской области | 22.03.1966      | [ ГС 262 ] |
| 283        | Коротанова Зоя Никитична            | род. 26.10.1927         | Птичница государственного племенного завода «Пачелма» Пачелмского района Пензенской области | 08.04.1971      | [ ГС 263 ] |
| 284        | Коротеев Николай Иванович           | 04.10.1932 — 2001       | Бригадир проходчиков шахтопроходческого управления № 6 треста «Ворошиловградшахтопроходка» Министерства угольной промышленности Украинской ССР, Ворошиловградская область                                                                     | 17.06.1982      | [ ГС 264 ] |
| 285        | Коротенко Анна Ивановна             | 15.07.1919 — 14.05.1977 | Звеньевая колхоза «Путь сознания» Орджоникидзевского района Северо-Осетинской АССР | 28.04.1949      | [ ГС 265 ] |
| 286        | Коротеньков Анатолий Романович      | род. 28.10.1938         | Сталевар электрометаллургического завода «Электросталь» имени И. Ф. Тевосяна Министерства чёрной металлургии СССР, Московская область | 29.04.1986      | [ ГС 266 ] |
| 287        | Короткая Валентина Прокофьевна      | 05.09.1924 — 21.01.2012 | Звеньевая колхоза «18-й партсъезд» Толочинского района Витебской области | 18.01.1958      | [ ГС 267 ] |
| 288        | Короткая Мария Федосеевна           | род. 01.10.1937         | Бригадир штукатуров строительного управления № 3 треста «Азовстальстрой» Министерства строительства предприятий тяжёлой индустрии Украинской ССР, гор. Жданов Донецкой области                                                                | 26.12.1973      | [ ГС 268 ] |
| 289        | Короткевич Евгений Сергеевич        | 18.08.1918 — 01.02.1994 | Заместитель директора Арктического и антарктического научно-исследовательского института Государственного комитета СССР по гидрометеорологии и контролю природной среды, доктор географических наук, гор. Ленинград                           | 13.03.1981      | [ ГС 269 ] |
| 290        | Короткевич Николай Александрович    | 10.09.1929 — 26.01.2018 | Комбайнёр совхоза «Кормянский» Кормянского района Гомельской области | 29.03.1978      | [ ГС 270 ] |
| 291        | Короткий Алексей Иванович           | 20.07.1938 — 01.04.2010 | Бригадир комплексной бригады строительного управления № 30 производственного строительно-монтажного объединения «Электрометаллургстрой» Министерства строительства предприятий тяжёлой индустрии СССР, гор. Старый Оскол Белгородской области | 29.07.1985      | [ ГС 271 ] |
| 292        | Коротких Вера Алексеевна            | 23.09.1930 — 31.08.2022 | Звеньевая колхоза имени Кагановича Ново-Титаровского района Краснодарского края | 10.02.1949      | [ ГС 272 ] |
| 293        | Коротков Алексей Андреевич          | 25.02.1910 — 05.02.1967 | Заведующий лабораторией Института высокомолекулярных соединений Академии наук СССР, член-корреспондент АН СССР, гор. Ленинград | 19.03.1963      | [ ГС 273 ] |
| 294        | Коротков Николай Александрович      | 01.03.1908 — 31.07.1971 | Начальник строительного управления № 13 строительного треста № 17 Министерства строительства РСФСР, гор. Ижевск Удмуртской АССР | 11.08.1966      | [ ГС 274 ] |
| 295        | Коротков Николай Петрович           | 08.12.1924 — 08.05.1995 | Первый секретарь Сосновского райкома КПСС, Тамбовская область | 11.12.1973      | [ ГС 275 ] |
| 296        | Коротков Фёдор Амосович             | 24.06.1908 — 26.08.1988 | Главный конструктор Московского агрегатного конструкторского бюро «Темп» Министерства авиационной промышленности СССР | 22.07.1966      | [ ГС 276 ] |
| 297        | Короткова Александра Ивановна       | 24.11.1925 — 13.05.1999 | Доярка колхоза «Крестьянин» Богородского района Горьковской области | 12.03.1958      | [ ГС 277 ] |
| 298        | Короткова Екатерина Максимовна      | 14.12.1913 — 04.11.1989 | Звеньевая колхоза «Красный Октябрь» Валуйского района Курской области | 04.05.1948      | [ ГС 278 ] |
| 299        | Короткова Лидия Николаевна          | 28.03.1914 — 03.1998    | Свинарка колхоза «Будённовец» Междуреченского района Вологодской области | 06.05.1949      | [ ГС 279 ] |
| 300        | Короткова Наталья Давыдовна         | 02.10.1928 — 25.05.2009 | Свинарка совхоза имени Фрунзе Суздальского района Владимирской области | 08.04.1971      | [ ГС 280 ] |
| 301        | Коротун Мария Трофимовна            | 28.11.1921 — ????       | Чабан колхоза имени Котовского Марковского района Ворошиловградской области | 26.02.1958      | [ ГС 281 ] |
| 302        | Коротчаев Дмитрий Иванович          | 10.06.1909 — 20.07.1981 | Начальник управления строительства «Абаканстройпуть» Министерства транспортного строительства СССР, Хакасская АО Красноярского края | 12.04.1966      | [ ГС 282 ] |
| 303        | Коротченко Демьян Сергеевич         | 29.11.1894 — 07.04.1969 | Председатель Президиума Верховного Совета Украинской ССР, гор. Киев | 28.11.1964      | [ ГС 283 ] |
| 304        | Корочанская Ефросинья Сидоровна     | 1917 — ????             | Звеньевая Фёдоровского свеклосовхоза Министерства пищевой промышленности СССР, Великобурлукский район Харьковской области | 29.08.1949      |            |
| 305        | Корочкин Алексей Тимофеевич         | 15.04.1932 — 1999       | Прессовщик Уральского завода асбестовых технических изделий Министерства нефтеперерабатывающей и нефтехимической промышленности СССР, гор. Асбест Свердловской области                                                                        | 20.04.1971      | [ ГС 284 ] |
| 306        | Корпан Александр Тихонович          | 08.06.1915 — 14.03.2002 | Главный технолог Нежинского консервного комбината Министерства пищевой промышленности Украинской ССР, Черниговская область | 26.04.1971      | [ ГС 285 ] |
| 307        | Корпашвили Шалва Иванович           | 1910 — ????             | Слесарь завода «Тбилводоприбор» управления Тбилисского водопровода | 20.12.1966      |            |
| 308        | Корпылёв Анатолий Павлович          | 07.05.1919 — 15.02.2010 | Директор совхоза «Масловский» Новоусманского района Воронежской области | 08.04.1971      | [ ГС 286 ] |
| 309        | Корсаков Пётр Ефимович              | 01.10.1919 — 12.03.1993 | Судомонтажник Самусьской ремонтно-эксплуатационной базы флота Министерства речного флота РСФСР, Томская область | 04.05.1971      | [ ГС 287 ] |
| 310        | Корсакова Вера Васильевна           | 17.10.1920 — 18.11.2022 | Раскройщица Новосибирского кожевенно-обувного комбината Министерства лёгкой промышленности РСФСР | 09.06.1966      | [ ГС 288 ] |
| 311        | Корсков Владимир Васильевич         | 03.11.1916 — 01.01.1995 | Капитан парохода «Мореход Кусков» Сахалинского морского пароходства Министерства морского флота СССР, гор. Холмск | 09.08.1963      | [ ГС 289 ] |
| 312        | Корстен Евгений Васильевич          | 28.03.1918 — ????       | Старший оператор Кохтла-Ярвеского сланцеперерабатывающего комбината имени В. И. Ленина Эстонского совнархоза | 01.10.1965      | [ ГС 290 ] |
| 313        | Корсун Нина Алексеевна              | 1924 — ????             | Звеньевая колхоза «1-е Мая» Винницкого района Винницкой области | 16.02.1948      | [ ГС 291 ] |
| 314        | Корсун Степан Макарович             | 03.03.1909 — 05.07.1984 | Старший чабан ордена Ленина конного завода № 158, Сальский район Ростовской области | 26.07.1949      | [ ГС 292 ] |
| 315        | Корсунова Нина Гавриловна           | 19.09.1925 — 19.07.2006 | Свинарка ордена Трудового Красного Знамени конного завода № 157, Мечётинский район Ростовской области | 19.07.1949      | [ ГС 293 ] |
| 316        | Корулько Евдокия Захаровна          | 25.01.1925 — 15.04.1988 | Звеньевая колхоза имени Ленина Лубенского района Полтавской области | 23.06.1949      | [ ГС 294 ] |
| 317        | Корхонен Айно-Елизавета Павловна    | 07.02.1920 — 05.01.1990 | Доярка совхоза «Салми» Питкярантского района Карельской АССР | 08.04.1971      | [ ГС 295 ] |
| 318        | Корчагин Николай Яковлевич          | 26.10.1930 — 30.03.2018 | Механизатор колхоза «Путь к коммунизму» Ейского района Краснодарского края | 12.04.1979      | [ ГС 296 ] |
| 319        | Корчагина Валентина Ивановна        | 20.04.1912 — 22.11.1988 | Директор Одесского нефтеперерабатывающего завода Одесского совнархоза | 07.03.1960      | [ ГС 297 ] |
| 319.00001  | Корчагина Степанида Ефимовна        | 09.11.1917 — 15.09.1997 | Звеньевая колхоза имени Мичурина Алтайского района Алтайского края | 04.03.1948      | [ ГС 298 ] |
| 320        | Корчева Евдокия Макаровна           | 13.02.1914 — 16.05.2008 | Звеньевая семеноводческого совхоза имени Нансена Министерства совхозов СССР, Апостоловский район Днепропетровской области | 16.04.1949      | [ ГС 299 ] |
| 321        | Корчинская Феня Семёновна           | 1925 — ????             | Звеньевая колхоза имени Ленина Врадиевского района Одесской области | 24.06.1949      | [ ГС 300 ] |
| 322        | Корчинский Антон Филиппович         | 17.01.1911 — 10.03.1990 | Комбайнёр Чернянской МТС Красноокнянского района Одесской области | 06.04.1951      | [ ГС 301 ] |
| 323        | Корчинский Иосиф Павлович           | род. 1929               | Машинист путеукладочного крана строительного управления № 146 треста «Югозаптрансстрой» Министерства транспортного строительства СССР, Киевская область                                                                                       | 07.05.1971      |            |
| 324        | Коршунов Михаил Леонтьевич          | 03.10.1921 — 23.04.1995 | Маневровый диспетчер станции Ленинград-Сортировочный-Московский Октябрьской железной дороги, гор. Ленинград | 01.08.1959      | [ ГС 302 ] |
| 325        | Коршунов Павел Иванович             | 01.03.1907 — 31.03.1987 | Командир 77-го отдельного строительно-путевого железнодорожного батальона 5-й отдельной железнодорожной бригады, майор | 05.11.1943      | [ ГС 303 ] |
| 326        | Коршунова Зоя Павловна              | 24.10.1932 — 12.07.2018 | Бригадир совхоза имени Цюрупы Уфимского района Башкирской АССР | 07.12.1973      | [ ГС 304 ] |
| 327        | Корыстова Елена Семёновна           | 1909 — ????             | Звеньевая колхоза имени Энгельса Нижне-Чирчикского района Ташкентской области | 17.07.1951      |            |
| 328        | Корытников Василий Петрович         | 31.12.1914 — 2005       | Бригадир слесарей-сборщиков завода «Арсенал» имени М. В. Фрунзе Министерства общего машиностроения СССР, гор. Ленинград | 26.07.1966      | [ ГС 305 ] |
| 329        | Корявко Мария Антоновна             | 23.08.1922 — ????       | Звеньевая колхоза имени Ленина Менского района Черниговской области | 23.04.1952      | [ ГС 306 ] |
| 330        | Корягин Василий Яковлевич           | 05.02.1913 — 23.02.1990 | Директор совхоза «Красный сад» Мещовского района Калужской области | 08.04.1971      | [ ГС 307 ] |
| 331        | Корягин Владимир Иванович           | 19.12.1928 — 30.03.2012 | Сталевар электрометаллургического завода «Электросталь» имени Тевосяна Министерства чёрной металлургии СССР, Московская область | 22.03.1966      | [ ГС 308 ] |
| 332        | Корякин Константин Григорьевич      | 1912 — ????             | Бригадир штукатуров треста «Чимкентстрой» Южно-Казахстанского совнархоза, гор. Чимкент | 09.08.1958      | [ ГС 309 ] |
| 333        | Корякина Ольга Даниловна            | 20.01.1927 — 03.12.2017 | Мастер Часов-Ярского комбината огнеупорных изделий Министерства чёрной металлургии Украинской ССР, Донецкая область | 30.03.1971      | [ ГС 310 ] |

| Навигационная таблица | Навигационная таблица |
| --------------------- | --------------------- |
| «К»                   | Кабаидзе — Капычина   |
| «К»                   | Кара — Каюшкина       |
| «К»                   | Квакуша — Киптев      |
| «К»                   | Киракосян — Князькин  |
| «К»                   | Кобаидзе — Колядо     |
| «К»                   | Команов — Корякина    |
| «К»                   | Косарев — Коюнлиев    |
| «К»                   | Кравец — Ксоврели     |
| «К»                   | Куандыков — Кулян     |
| «К»                   | Кумаков — Кяяник      |